# بلدون
بلدون (به انگلیسی: Belledune) یک منطقهٔ مسکونی در کانادا است که در نیوبرانزویک واقع شده‌است. بلدون ۱۸۹٫۳۳ کیلومتر مربع مساحت و ۱٬۵۴۸ نفر جمعیت دارد.